# Kõliküla
Koordinaten: 57° 51′ N, 27° 29′ O
Kõliküla ist ein Dorf (estnisch küla) im Südosten Estlands. Es gehört zur Landgemeinde Võru im Kreis Võru (bis 2017 Landgemeinde Orava im Kreis Põlva).

## Einwohnerschaft und Lage
Das Dorf hat sieben Einwohner (Stand 31. Dezember 2011).
Es liegt nahe der Bahnstrecke zwischen dem estnischen Tartu und dem russischen Petschory, unweit des Moors Piiroja soo.